# The Rink
The Rink is een Amerikaanse stomme filmkomedie uit 1916 en was Charlie Chaplins achtste film voor de Mutual Films Corporation.

## Verhaallijn
Charlie is een onhandige ober die in conflict komt met de opvliegende meneer Stout. Later redt hij een meisje van Stouts ongewenste aandacht bij een rolschaatsbaan, waarna zij hem uitnodigt voor een schaatsfeest. Tijdens het feest veroorzaakt Charlie per ongeluk opschudding, wat uitmondt in een rel. Hij ontsnapt uiteindelijk aan de politie door weg te rollen achter een rijdende auto.

## Rolverdeling
- Charlie Chaplin - ober
- Edna Purviance - het meisje (Edna)
- James T. Kelley - haar vader
- Eric Campbell - meneer Stout
- Henry Bergman - mevrouw Stout/boze gast
- Lloyd Bacon - gast
- Albert Austin - kok/schaatser
- Frank J. Coleman - restaurantmanager
- John Rand - ober
- Charlotte Mineau - vriend van Edna
- Leota Bryan - vriend van Edna
- Fred Goodwins - man in de jas

## Ontvangst
Een recensent van Variety schreef: "[Chaplin] heeft veel plezier op de rolschaatsen en hij toont een verrassende slimheid erop. Er vonden een aantal grappige valpartijen plaats, zoals verwacht, waarbij Charlie alle anderen op de vloer overtrof en te slim af was."
In 1932 kocht Amedee van Beuren van Van Beuren Studios alle films die Chaplin maakte voor Mutual voor $ 10.000 per stuk. Vervolgens voegde hij er muziek van Gene Rodemich en Winston Sharples en geluidseffecten toe en bracht ze opnieuw uit via RKO Radio Pictures. Chaplin had geen juridische middelen om te verhinderen dat RKO de film uitbracht.